# Maaidorser

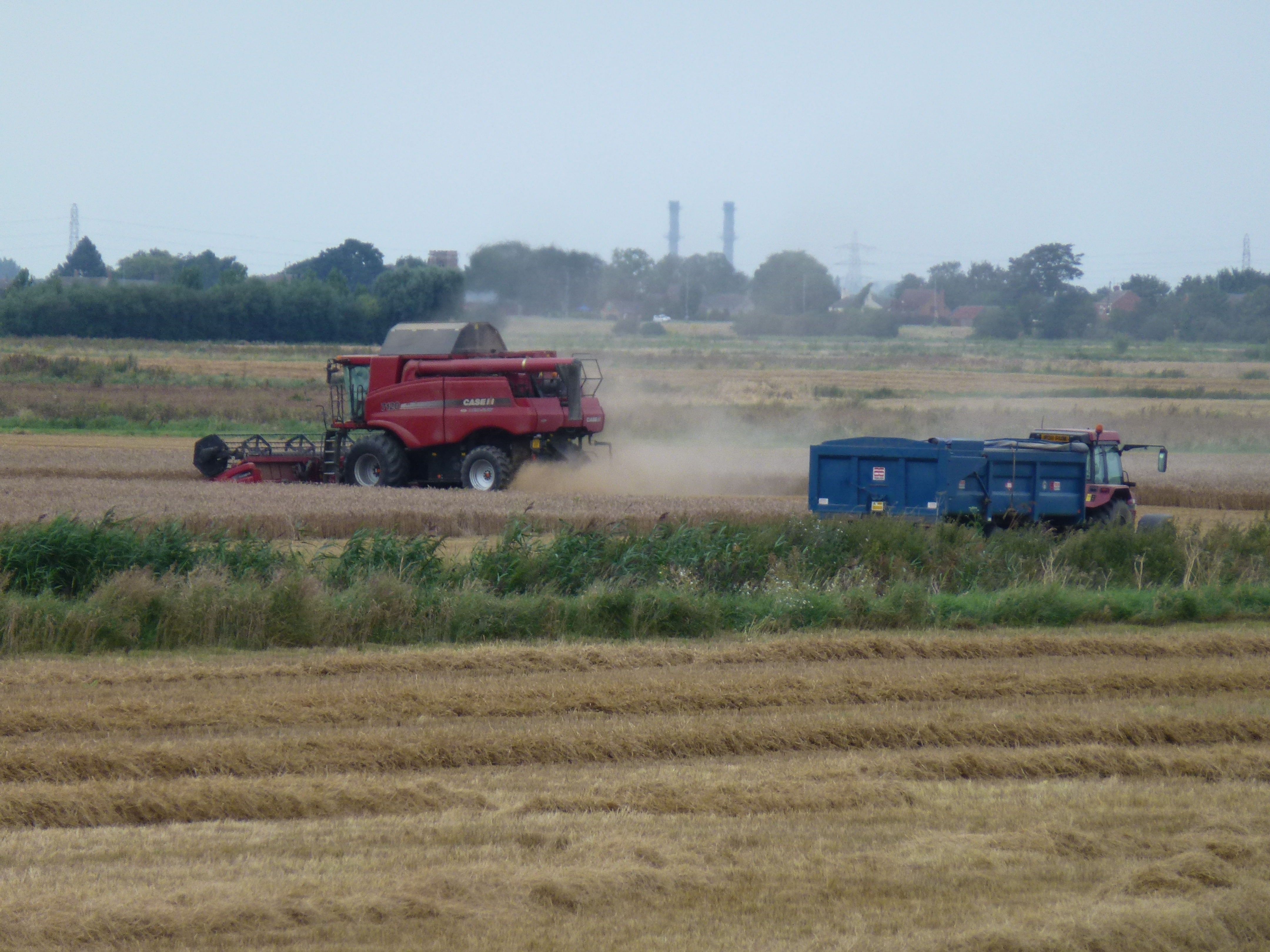
Maaidorser in Cowbit, Verenigd Koninkrijk

Een maaidorser, maai-dorsmachine of combine (uitspraak: kombajn), ook wel pikdorser genoemd, is een landbouwmachine voor het maaien en dorsen van zaadgewassen. De van oorsprong getrokken machine is nu voornamelijk zelfrijdend. De combine wordt gebruikt voor het oogsten van granen, koolzaad, graszaad, peulvruchten en maïskorrels. De maaidorser is een van de economisch meest belangrijke arbeidsbesparende uitvindingen, waardoor het aandeel van de bevolking dat in de landbouw werkzaam was aanzienlijk kon worden verminderd.
De machine combineert de functies van een zwadmaaier of zelfbinder en een dorsmachine, wat de naam ‘combine’ verklaart. De oogstmachine is uitgerust met een voorzetstuk, een of meerdere roterende elementen omringd door korven, zeven, en een opslagtank. Hiermee kan het gewas in één werkgang worden gemaaid, gedorst en gereinigd. Afhankelijk van het gewas wordt een passend voorzetstuk gebruikt.

## Geschiedenis
In 1834 bouwden Hiram Moore en John Hascall nabij het dorp Climax in Michigan de eerste succesvolle gecombineerde graanoogst- en dorsmachine. Op 28 juni 1836 vroegen zij een patent aan voor deze machine. Door de enorme omvang en hoge kosten van de machine, en doordat Moore de zwadmaaier en dorsmachine combineerde op een moment dat geen van beide apparaten nog helemaal geperfectioneerd waren, is deze uitvinding echter nooit op de markt gebracht. Sommige onderdelen van Moores machine werden wel verkocht en verscheept naar de westkust van de Verenigde Staten, waar ze werden ingezet op de enorme velden van Californië. 
De Australiër Hugh Victor McKay las over deze oogstmachines in Californië en besloot in januari 1885 een zogenaamde stripper-oogstmachine te bouwen. De traditionele stripper-machine verzamelde alleen de aren zonder deze te dorsen en liet de stengels achter op het veld. McKay’s aangepaste stripper-oogstmachine dorste de gestripte aren wél en werd op 24 maart 1885 gepatenteerd als de ‘Sunshine Harvester’. Deze machine wordt beschouwd als de eerste commercieel succesvolle combine. 
Headlie Shipard Taylor uit New South Wales verbeterde het concept van de stripper-oogstmachine door er een maai-oogstmachine van te maken. Hierbij werden de aren niet meer gestript maar afgesneden met een heen-en-weer bewegend mes. Dit ontwerp kon beter overweg met gelegerde (plat op de grond liggende) gewassen. In 1916 sloot Taylor een overeenkomst met H. V. McKay om zijn maaidorser te produceren onder de merknaam ‘Sunshine’.
 

In de daaropvolgende beginjaren van de maaidorser werd de oogstmachine vaak getrokken door een groot aantal paarden of muilezels en later door tractoren. Vanaf de jaren vijftig van de 20e eeuw werd het gebruik van zelfrijdende maaidorsers gangbaar. In 1952 introduceerde Claeys, uit het West-Vlaamse Zedelgem, de MZ: de eerste Europese zelfrijdende maaidorser die op grote schaal werd geproduceerd. 

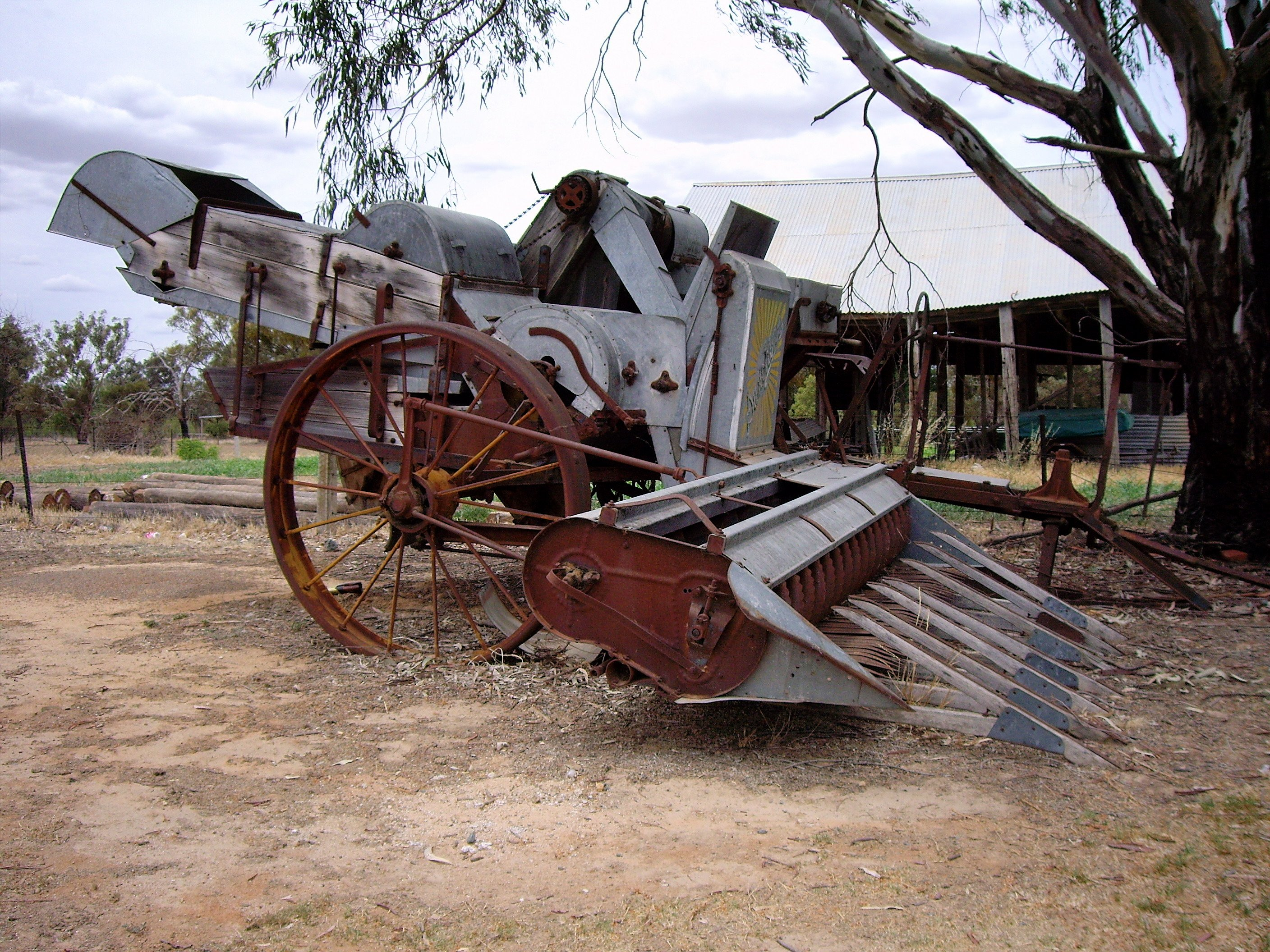
Sunshine maaidorser in Henty, New South Wales
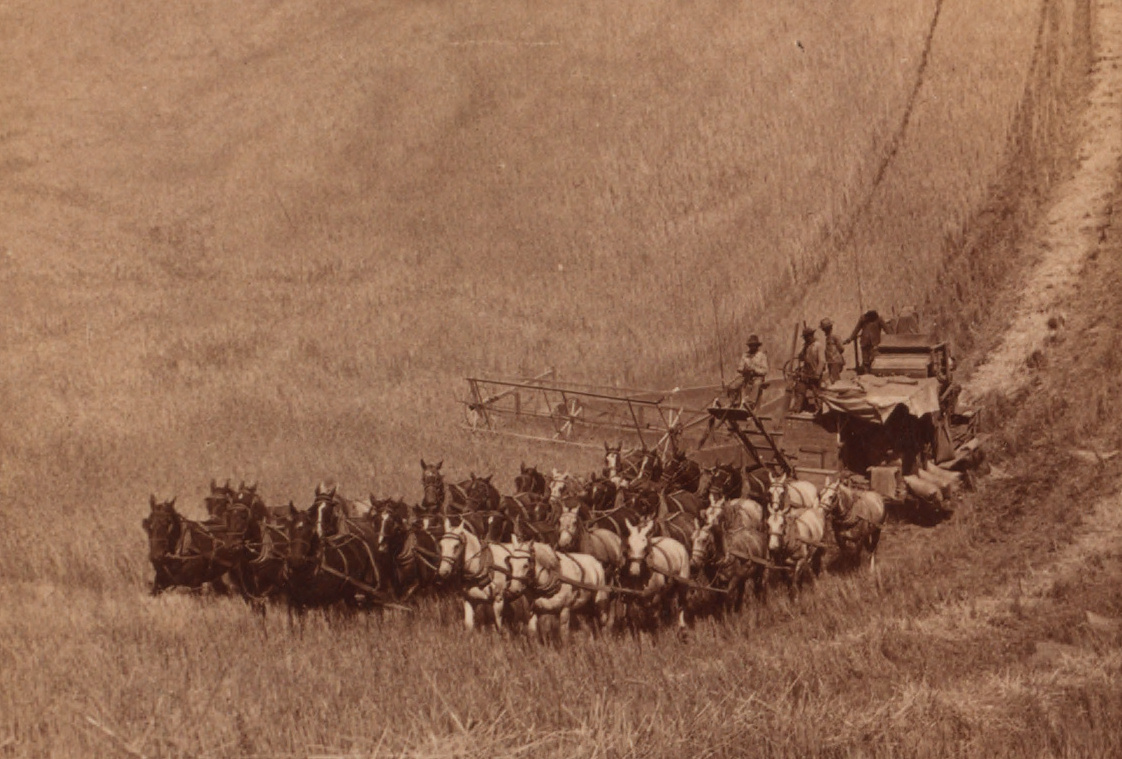
Getrokken maaidorser in Walla Walla, Washington
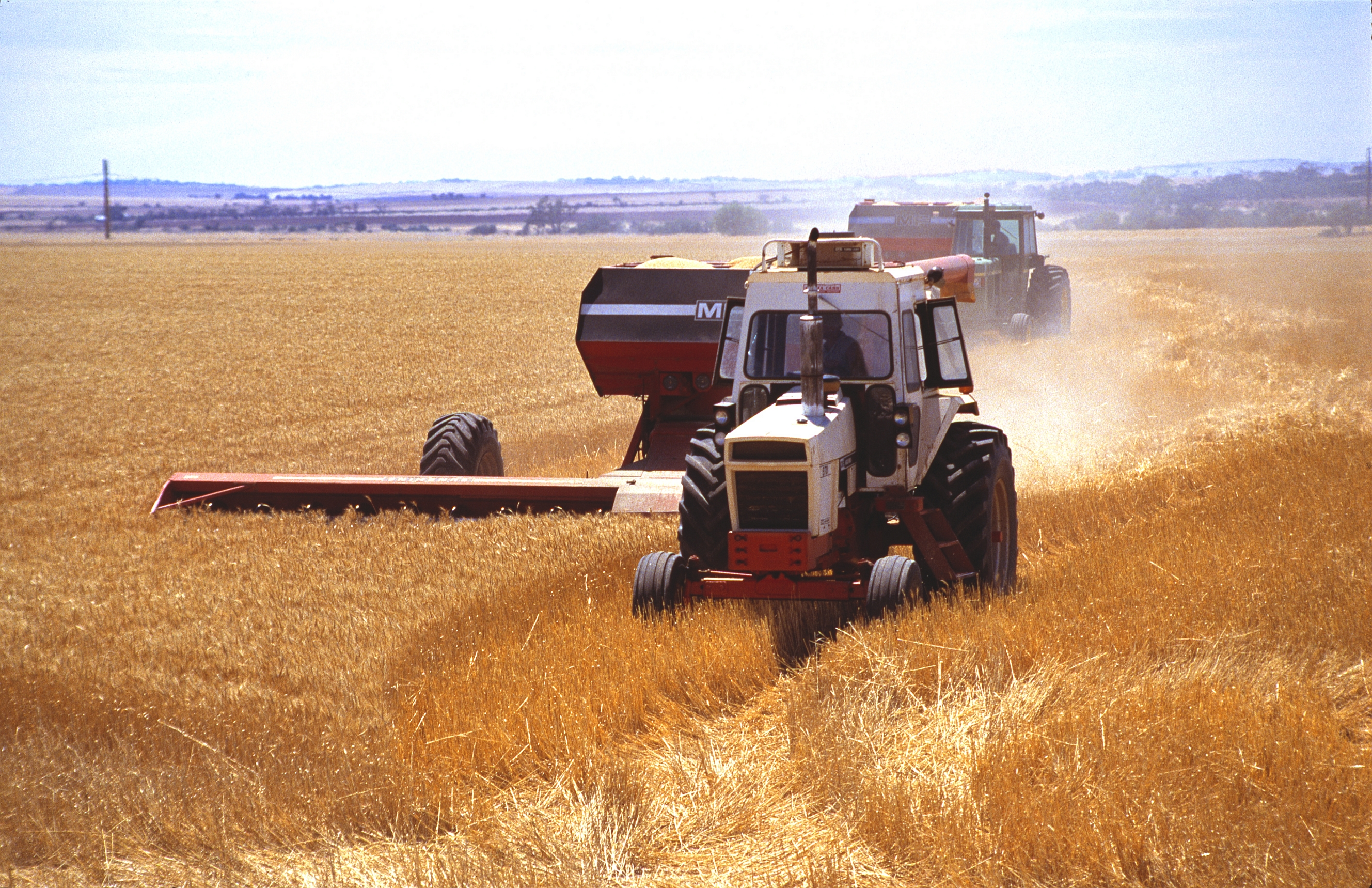
Getrokken maaidorser in Blyth, Zuid-Australië
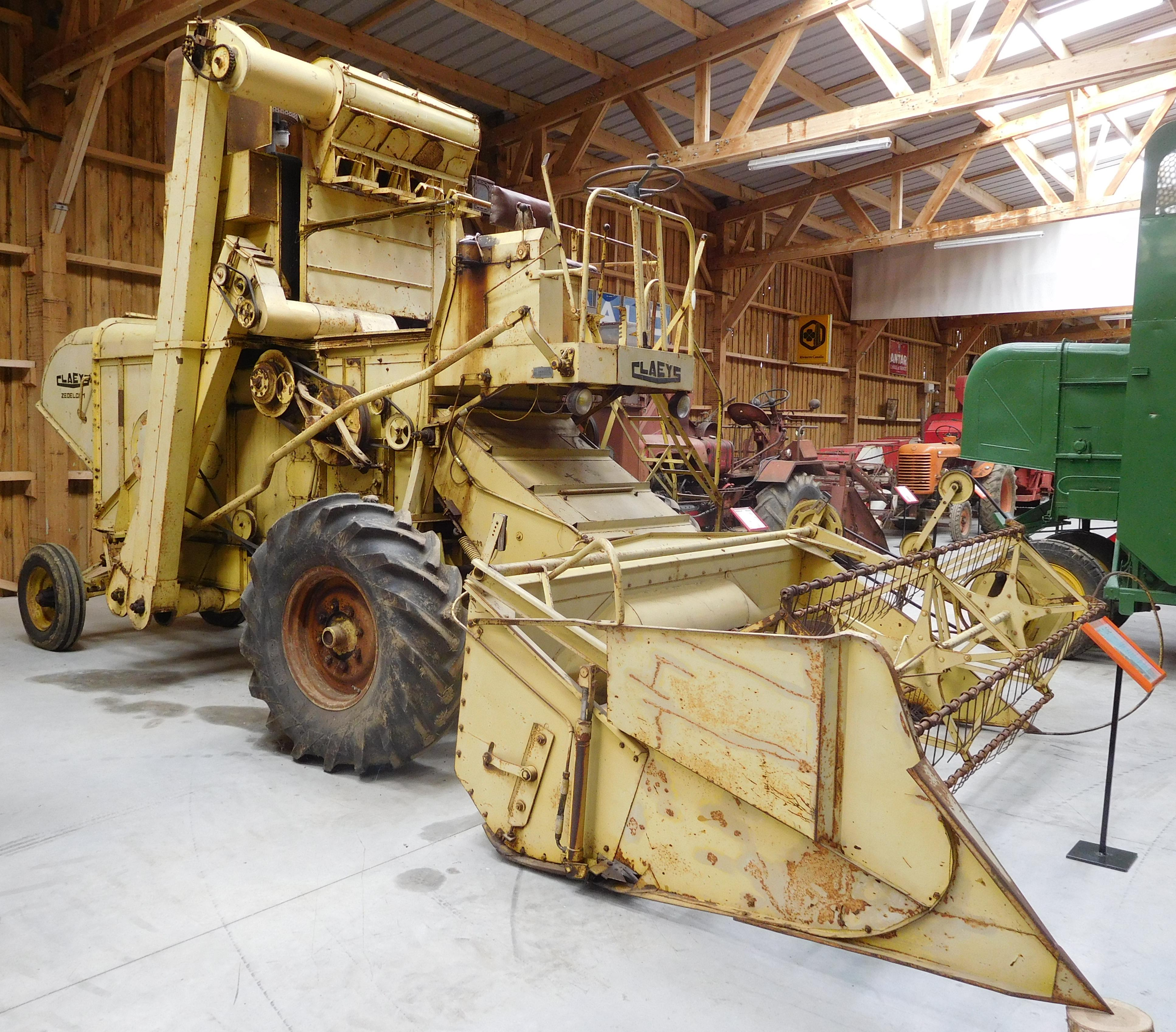
Clays MZ maaidorser in Saint-Loup, Frankrijk

## Werking
Het vermogen dat nodig is voor een correcte werking van de zelfrijdende maaidorser wordt geleverd door een dieselmotor met een vermogen tussen de 100 en 600 kW. Dit vermogen moet worden overgebracht naar de mechanismen die verantwoordelijk zijn voor het oogsten van het gewas. De overdracht van het motorvermogen naar de oogstmechanismen verloopt voornamelijk via cardanassen, riemen zoals V-snaren, kettingen, en hydraulische en elektrische actuatoren. De wielen van de maaidorser worden mechanisch of, vaker, hydraulisch aangedreven.

### Invoergedeelte

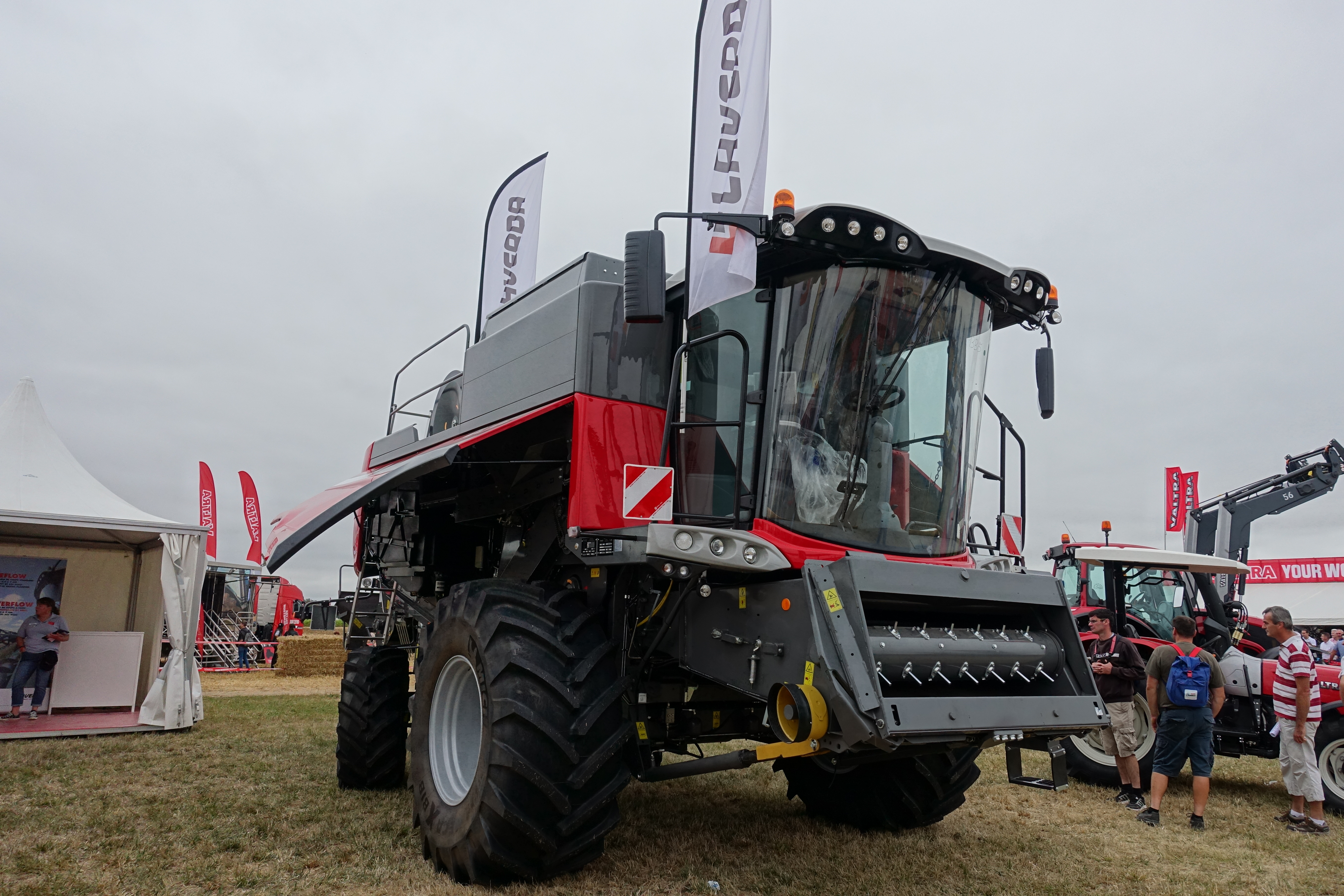
Een maaidorser zonder voorzetstuk. De invoereenheid (op en neer beweegbaar) steekt vooraan de machine uit. Binnenin de invoereenheid is de opvoerband zichtbaar.

Om het te oogsten gewas naar het dorsgedeelte te transporteren, heeft de maaidorser een voorzetstuk nodig. Dit voorzetstuk verzamelt de planten van het veld en voert ze naar de invoereenheid. De maaibreedte van zo een voorzetstuk kan variëren van 3 tot 18 meter. Het voorzetstuk wordt voor de cabine bevestigd en sluit aan op de invoereenheid. Deze invoereenheid bestaat uit een omsloten opvoerband of invoerketting, afgebeeld als nummer 4 in Figuur I, die het gewas over een stenenvangersgoot (zie nummer 5 in het Figuur I) naar het dorsgedeelte transporteert. Stenen die anders stroomafwaartse onderdelen zouden kunnen beschadigen, vallen in de stenenvangersgoot.
Afhankelijk van het type gewas en de toestand ervan, wordt een specifiek voorzetstuk gebruikt. De drie meest voorkomende voorzetstukken zijn het maaibord voor graan, het plukvoorzetstuk en de opraper.

#### Graanmaaibord

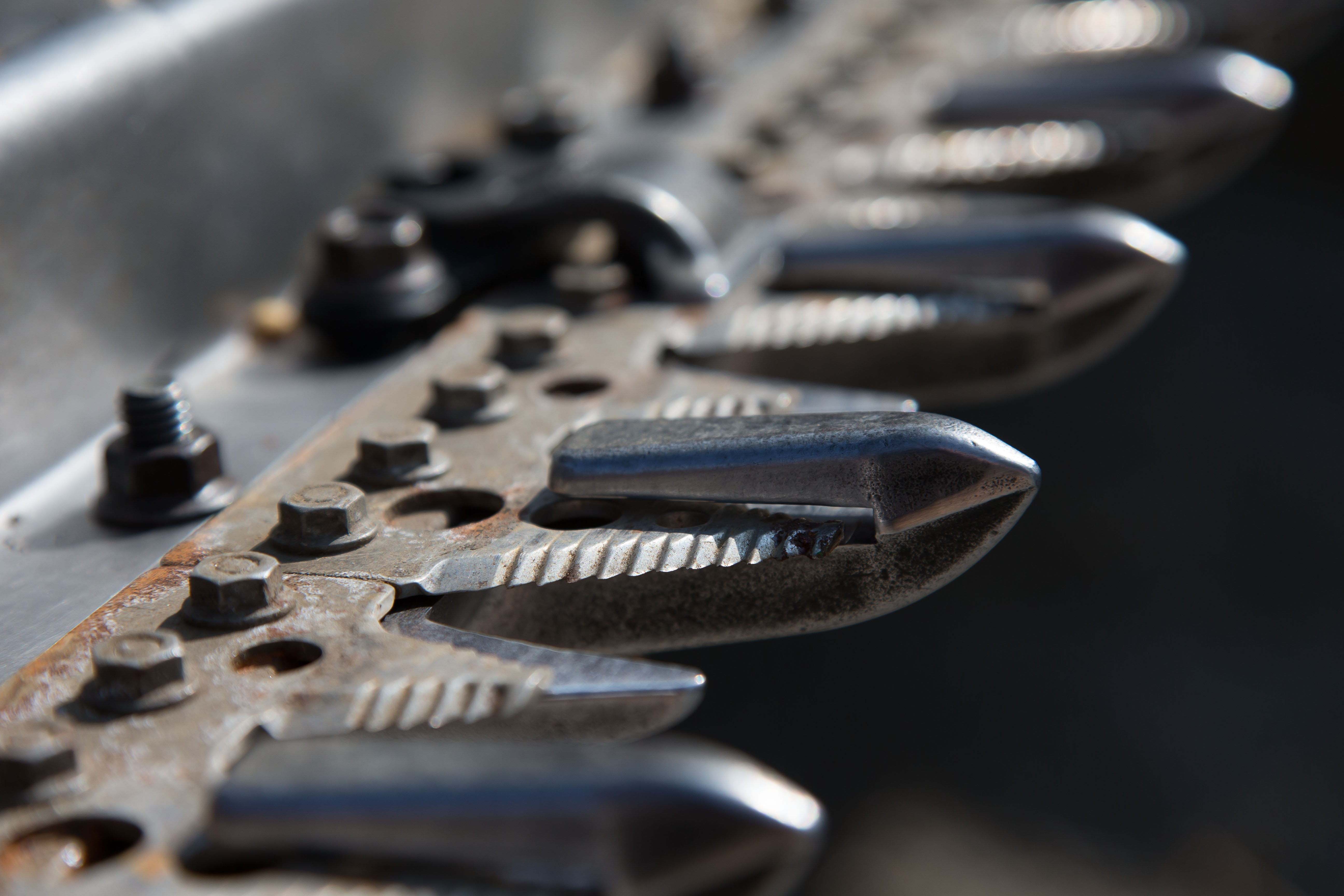
Vergroot zicht op de vingermaaibalk van een graanmaaibord. Het gesegmenteerde gekartelde mes zit vastgebout op een heen-en-weer bewegende balk. Op die manier beweegt het mes doorheen de stilstaande vingers.

Het graanmaaibord gebruikt een vingermaaibalk aan de voorkant om de stengels van het gewas net boven de grond af te snijden. Deze maaibalk bevat een heen-en-weer bewegend gekarteld mes dat doorheen stilstaande vingers beweegt. Een langzaam draaiende haspel met metalen tanden, zie nummer 1 in Figuur I, zorgt ervoor dat het afgesneden gewas op het maaibord valt. Een vijzel of een transversale, haaks op de rijrichting lopende opvoermat (afgebeeld in Figuur II), transporteert het afgesneden gewas naar het midden van het maaibord. Intrekbare pennen (uitgelicht in de eerste externe link) in het midden van de vijzel of een longitudinale, in de rijrichting lopende opvoermat brengt het gewas vervolgens naar de invoereenheid. Bij gelegerd gewas kan de haspel het gewas helpen oprapen. In dat geval worden vaak arenheffers, afgebeeld in Figuur III, gebruikt om het gelegerde gewas op te tillen en de maaibalk te beschermen. Ook in Figuur III zijn tastbeugels te zien die onderaan het maaibord reageren op oneffenheden in de bodem. Sensoren detecteren de beweging van de beugels en sturen hiermee de hoogte van het maaibord aan. Tot slot kan een graanmaaibord worden uitgerust met verticale schaarmessen aan de zijkanten (afgebeeld in Figuur IV), wat vooral nuttig is bij het oogsten van koolzaad. Een verticaal mes helpt voorkomen dat platliggend gewas verstrikt raakt, wat zaadverlies kan beperken. Meestal is een graanmaaibord niet opklapbaar, waardoor bij grotere breedtes een aparte transportwagen nodig is.

#### Plukvoorzetstuk (kolvenplukker)

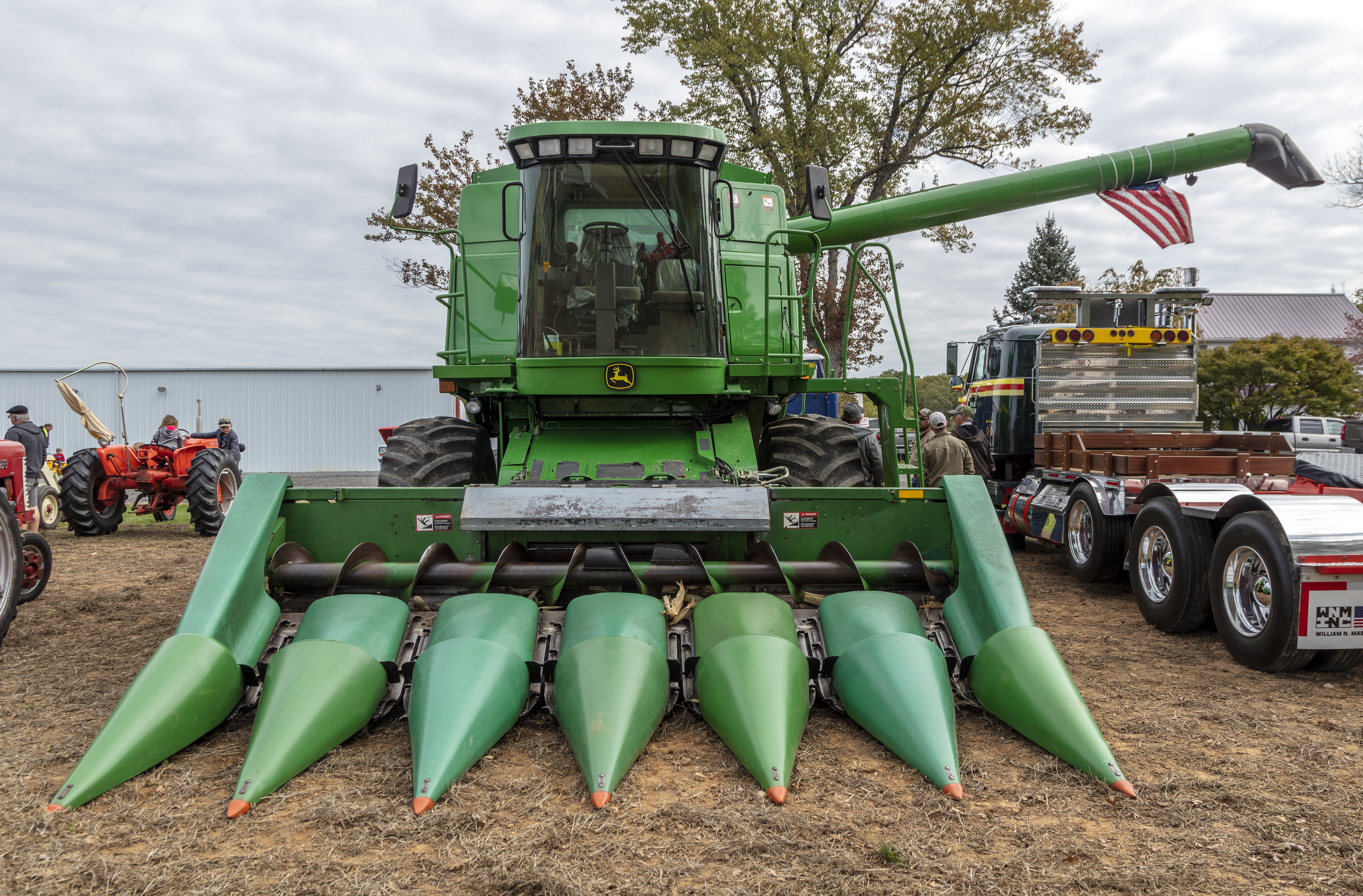
Een plukvoorzetstuk vastgekoppeld aan de invoereenheid van een maaidorser. Zie de zeven groene torpedo's met daarachter de zwarte vijzel. Tussen de torpedo's zitten telkens twee afrisplaten met daarbovenop de toevoerkettingen en daaronder de minder zichtbare plukrollen.

Het plukvoorzetstuk is herkenbaar aan de uitstekende punten, 'torpedo's' genoemd, die tussen de maïsrijen lopen. Deze torpedo's leiden de maïsplant naar de afrisplaten: twee schuin oplopende platen waar de stengels precies tussendoor passen, maar de kolven niet. Onder deze afrisplaten draaien twee plukrollen naar elkaar toe. Terwijl de plukrollen de stengel naar beneden trekken, stuiten de maïskolven op de afrisplaten. De kolven zijn te groot om door de afrisplaten te glippen, en worden door twee toevoerkettingen met toevoervingers bovenop de afrisplaten naar de vijzel getransporteerd. De vijzel voert de verzamelde kolven vervolgens naar de invoereenheid. Terwijl de plukrollen de stengels naar beneden trekken, worden deze door draaiende messen onder de plukrollen in stukken gesneden. De stukjes stengel blijven op het land achter onder het plukvoorzetstuk. De tweede externe link toon een animatievideo over de werking van het plukvoorzetstuk. Naast maïs kan dit plukvoorzetstuk ook worden gebruikt om zonnebloemen te oogsten, wat het tot een alternatief maakt voor een speciaal zonnebloemmaaibord (afgebeeld in Figuur V). Meestal is een plukvoorzetstuk opklapbaar; zo niet, dan is een transportwagen nodig.

#### Opraper

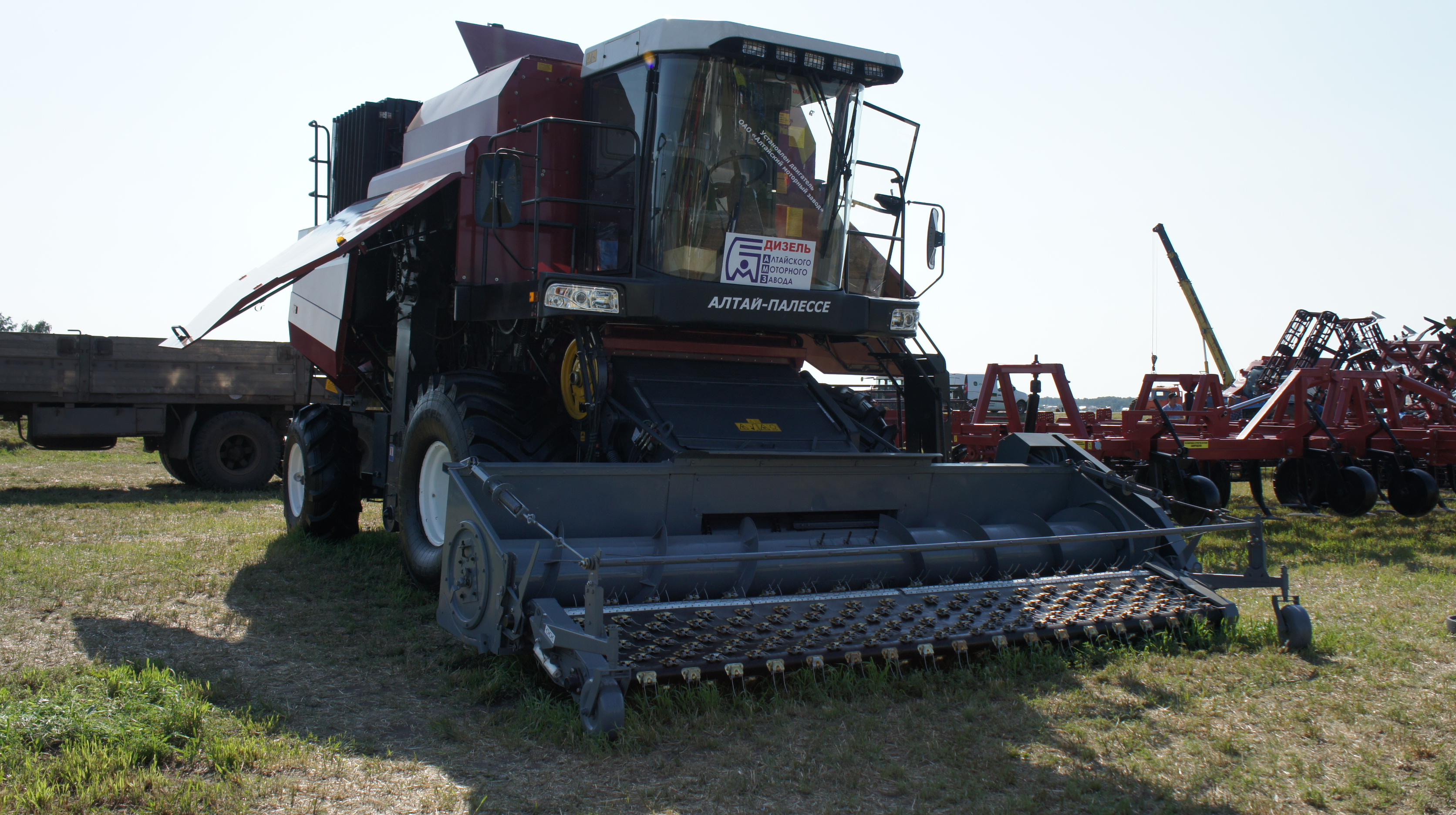
Een opraper gekoppeld aan de invoereenheid van een maaidorser. Zie de rubberen opraapband met tanden samen met de intrekbare pennen op de vijzel.

Een opraper heeft meestal een rubberen, longitudinale opraapband met tanden om het gewas van de grond op te tillen. In de meeste gevallen transporteert een vijzel het gewas van de opraapband naar het midden van het voorzetstuk, intrekbare pennen het plantmateriaal richting de invoereenheid verplaatsen. Deze maaiborden worden gebruikt voor gewassen zoals koolzaad of graszaad, die eerder door een zwadmaaier zijn gemaaid en in zwaden liggen. Zwadmaaien gebeurt vaak bij gewassen die gevoelig zijn voor zaaduitval. De techniek is vooral nuttig in noordelijke klimaten zoals Canada, waar het gewas door tijdig maaien beschermd kan worden tegen hagel of vorst. Zwadmaaien kan ook het rijpingsproces versnellen en problemen zoals ongelijkmatige zaadrijping, onkruidgroei of ziekteaantasting verminderen.

### Dors- en scheidingsgedeelte

Figuur I: schema van een maaidorser met een conventioneel dorssysteem en een graanmaaibord als voorzetstuk:
1 = haspel, 2 = vingermaaibalk, 3 = vijzel, 4 = opvoerband, 5 = steenvanger, 6 = dorstrommel, 7 = dorskorf, 8 = lattenschudder, 9 = voorbereidingsbodem, 10 = ventilator, 11 = bovenzeef, 12 = onderzeef, 13 = retourvijzel, 14 = tweede keer dorsen van retourgewas, 15 = korrelopvoerband, 16 = korrelopslagtank, 17 = strohakselaar, 18 = chauffeurscabine, 19 = motor, 20 = losvijzel, 21 = afneemtrommel

Het dors- en scheidingsgedeelte bevindt zich achter de grote zijpanelen aan weerszijden van de maaidorser. Er zijn hoofdzakelijk twee systemen die in maaidorsers worden gebruikt om het gewas te dorsen (het losmaken van de zaden, erwten of bonen van de rest van de plant) en te scheiden. Het eerste systeem bestaat uit een of meerdere tangentieel geplaatste dorstrommels, gecombineerd met een lattenschudder. Het tweede systeem gebruikt één of twee axiaal gepositioneerde dorsrotoren. In beide systemen wordt de gewasstroom tussen een roterende cilinder en een kooi gevoerd, waar het zaad door middel van wrijving wordt gescheiden van het restmateriaal, en vervolgens door de openingen van de kooi valt. Afhankelijk van het type gewas worden verschillende mantels, ook wel dorskorven genoemd, gebruikt.

#### Conventioneel dorsen
Het conventionele dorssysteem bestaat uit een of meerdere transversaal geplaatste dorstrommels in combinatie met een lattenschudder. Het gewas wordt tangentieel aan de dorstrommel ingevoerd. De planten worden tussen deze eerste trommel en de omringende kooi – de mantel genoemd – getrokken, waardoor de zaden loskomen van de plant. De meeste conventionele maaidorsers hebben echter meer dan één dorscilinder. Het grootste deel van het dorsproces vindt plaats onder de eerste dorstrommel, terwijl de daaropvolgende rotor(en) de resterende zaden van het gewas scheiden. Een laatste afneemtrommel, zie nummer 21 in Figuur I, voorkomt terugvoer, een fenomeen waarbij plantmateriaal niet goed van de trommel loskomt, en legt het gewas netjes op de lattenschudder (zie nummer 8 in Figuur I). Deze schudders, ook wel stroschudders genoemd, bestaan uit verschillende secties die door een krukas worden aangedreven. De lattenschudder tilt, schudt en tuimelt het gewas, waardoor de laatste zaden door de openingen van de lattenschudder vallen en in het reinigingsgedeelte terechtkomen.

#### Axiaal dorsen

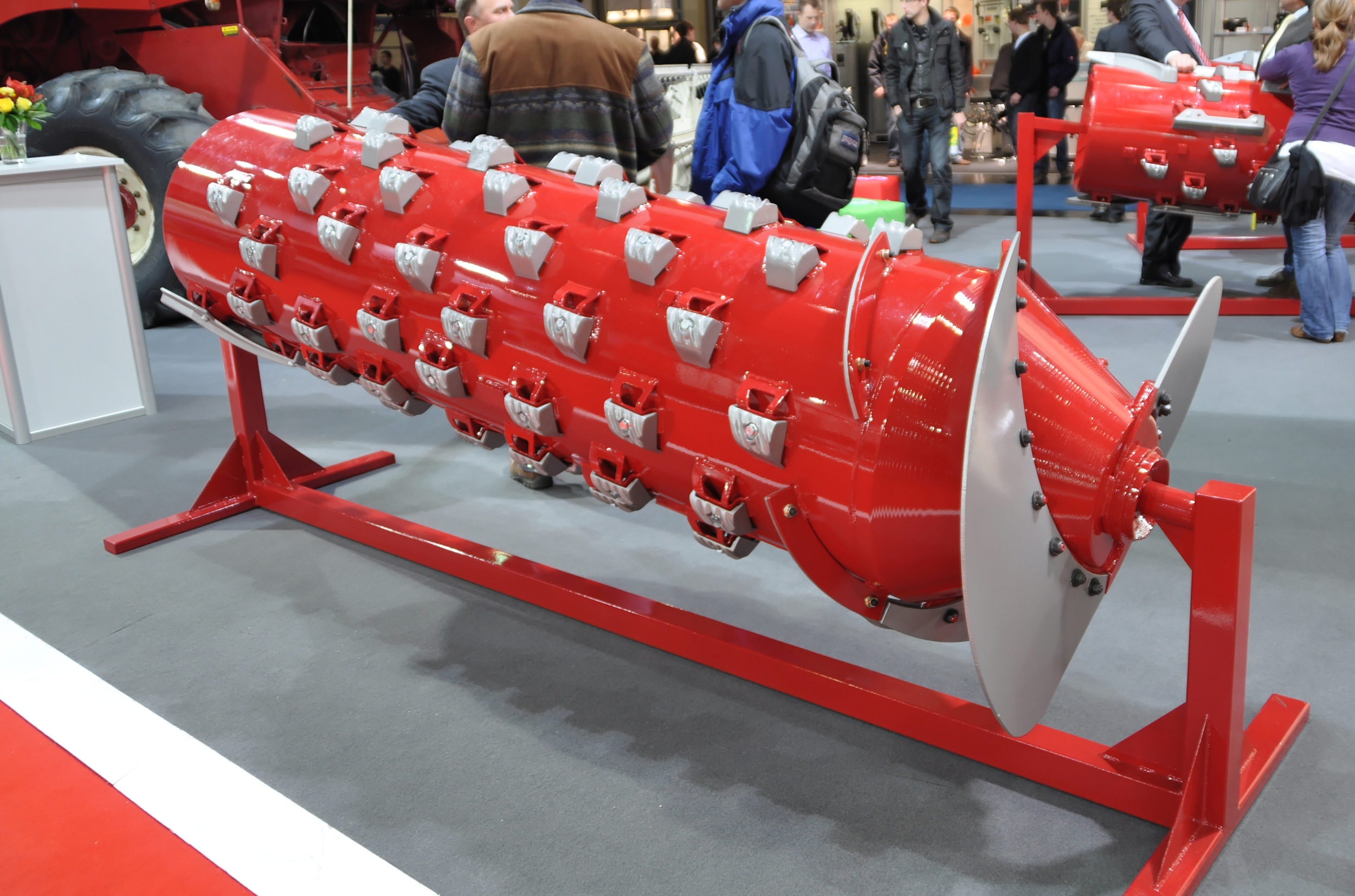
Axiaal gepositioneerde rotor. De schroef voorop de rotor (dat is rechts op figuur) begeleidt de veranderende gewasstroom. Het rotorgedeelte, omhuld met dorskorven, is bedekt met zilverkleurige slaglijsten.

Het tweede systeem maakt gebruik van een of meerdere longitudinaal geplaatste, ook wel axiaal genoemde, rotoren. In tegenstelling tot het conventionele systeem, waarbij de gewasstroom tangentieel langs de dorselementen loopt, moet bij dit systeem de gewasstroom van een lijnbeweging in de rijrichting overgaan naar een axiale schroeflijn. Een dynamische invoerwals, ook wel blazentrommel of aanvoerversneller genoemd, geleidt de tangentiële gewasstroom vanuit de invoereenheid naar de axiale rotor(en). Het onderste deel van de rotor(en) is omhuld door dorskorven om het dorsproces mogelijk te maken, terwijl rotorschoepen bovenop de rotor de gewasstroom soepel naar de achterkant van de rotor(en) geleiden, waar het restgewas wordt afgevoerd.
Een axiaaldorser gebruikt centrifugale werking om de laatste graankorrels, bonen of erwten van de plant te scheiden, terwijl conventionele maaidorsers gebruikmaken van een zwaartekrachtafhankelijke lattenschudder. Axiale dorsers kunnen hogere capaciteiten behalen dan conventionele systemen met stroschudders, maar het conventionele systeem blijft de voorkeur genieten bij landbouwers die hoge strokwaliteit willen behouden, aangezien de centrifugale werking het stro tijdens het dors- en scheidingsproces kan beschadigen.

#### Bijzondere dorsuitvoeringen
Er bestaan ook hybride dorsuitvoeringen, uitgelicht in de derde externe link. Dit zijn conventionele dorssystemen waarin de lattenschudder, die normaal voor de scheiding zorgt, is vervangen door een of meerdere axiaal geplaatste rotoren. Daarnaast bestaan er transversale dorssystemen, vooral bekend door het Amerikaanse maaidorsersmerk GLEANER, die werken met een excentrische (niet-centrale) invoereenheid. Hierbij wordt het gewas via invoerkettingen naar een grote transversale dorsrotor geleid. Door de excentrische invoereenheid komt het gewas niet centraal in de dorsrotor binnen, maar aan de zijkant. Het gewas draait vervolgens rond de transversaal geplaatste rotor, terwijl het zich ook naar de andere zijkant van de maaidorser verplaatst. Hierdoor volgt het gewas een transversale schroeflijnbeweging binnenin de maaidorser. De maaidorserbreedte is beperkt, waardoor de lengte van deze dorsrotor kleiner is dan die van axiaaldorsers, terwijl de diameter juist groter kan zijn.

#### Verwerking restmateriaal

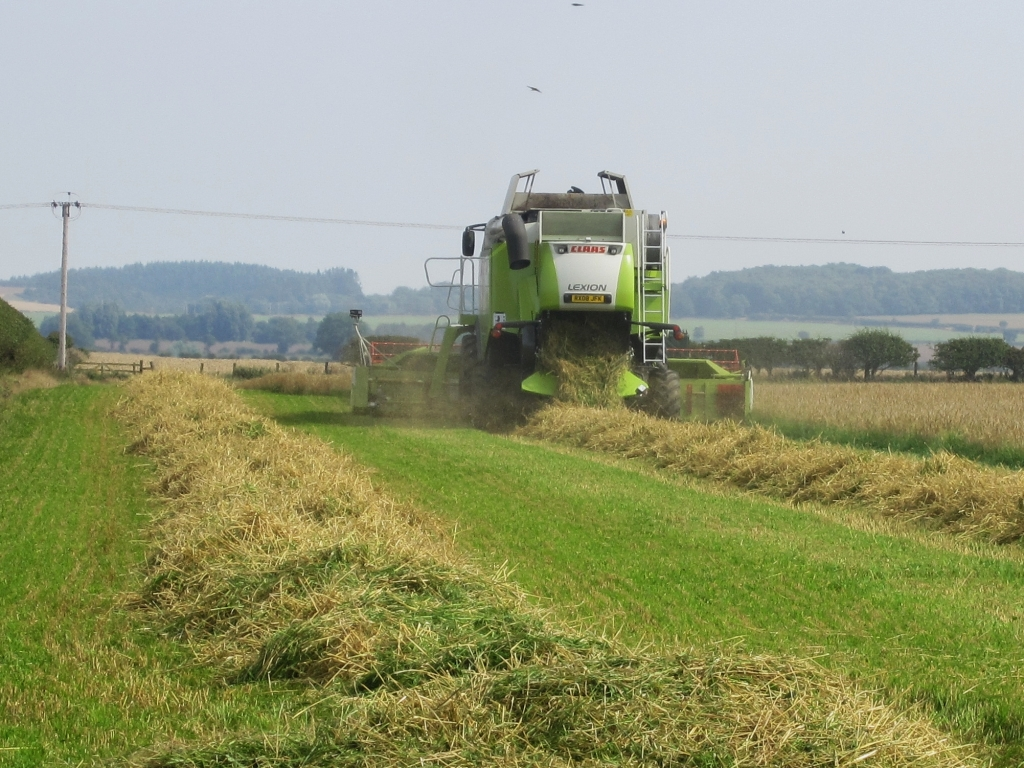
Maaidorser in Barmoor Lane End, Verenigd Koninkrijk waarbij de strohakselaar omzeild is. Zie de achtergebleven zwaden.

Onafhankelijk van het gebruikte dors- en scheidingssysteem moet het restmateriaal, zoals stro, na het scheidingsproces worden afgevoerd. In beide systemen is hiervoor een strohakselaar aanwezig (zie nummer 17 in Figuur I), die met roterende messen het restmateriaal versnipperd over het land verspreidt. Soms bevinden zich achter de strohakselaar ook strooischijven (zie Figuur VI), die het restmateriaal breder kunnen uitspreiden over het veld. Deze strooischijven zijn vooral nuttig bij een breed maaibord, zodat het restmateriaal gelijkmatig over de hele werkbreedte wordt verdeeld en door de bodem kan worden opgenomen. Vaak wil de landbouwer het restmateriaal echter in balen persen om later te gebruiken als strooisel of veevoer. In dat geval moet de strohakselaar kunnen worden omzeild. De plantenresten worden dan met een verstelbare klep om de strohakselaar heen geleid, waarna het restmateriaal in een zwad wordt gelegd, klaar om later in geperst te worden.

### Reinigingsgedeelte
Wat uit de korven valt is niet per se schoon zaad. Het is eerder een mix van graankorrels, bonen of erwten; kaf of peulschillen; en kleine stukjes blad en stengel. Dit mengsel moet verder worden gereinigd, wat plaatsvindt in het reinigingsgedeelte dat bij elke maaidorser hetzelfde werkt, ongeacht het dorssysteem. Het zaad dat uit de dorskorven valt, komt terecht op de voorbereidingsbodem (zie nummer 9 in Figuur I) en de bovenzeef. Onder de bovenzeef bevindt zich meestal een onderzeef met fijnere openingen. Afhankelijk van het te oogsten gewas worden er verschillende zeven gebruikt. Een ventilator blaast lucht door de zeven, waardoor alleen de zwaardere delen, zoals de zaden, door de zeven vallen, terwijl de lichtere delen uit de maaidorser worden geblazen. Het materiaal dat op de onderzeef blijft liggen, bestaat uit halfgedorste of ongedorste aren en korrels die nog vastzitten aan het kaf. Dit materiaal wordt via de retourvijzel (nummer 13 in Figuur I) opnieuw naar de dorstrommel gevoerd om nogmaals te worden gedorst. Wat door de onderste zeef valt, is voornamelijk schoon zaad dat vervolgens naar de graantank wordt getransporteerd.
Vroeger vond het reinigingsproces plaats na het dorsen, waarbij een dorsvlegel en een wan werden gebruikt. Later vervingen de dorskast en  wanmolen deze handmatige methoden. Uiteindelijk zijn deze stationaire processen samengebracht in de mobiele combine.

#### Afstelling

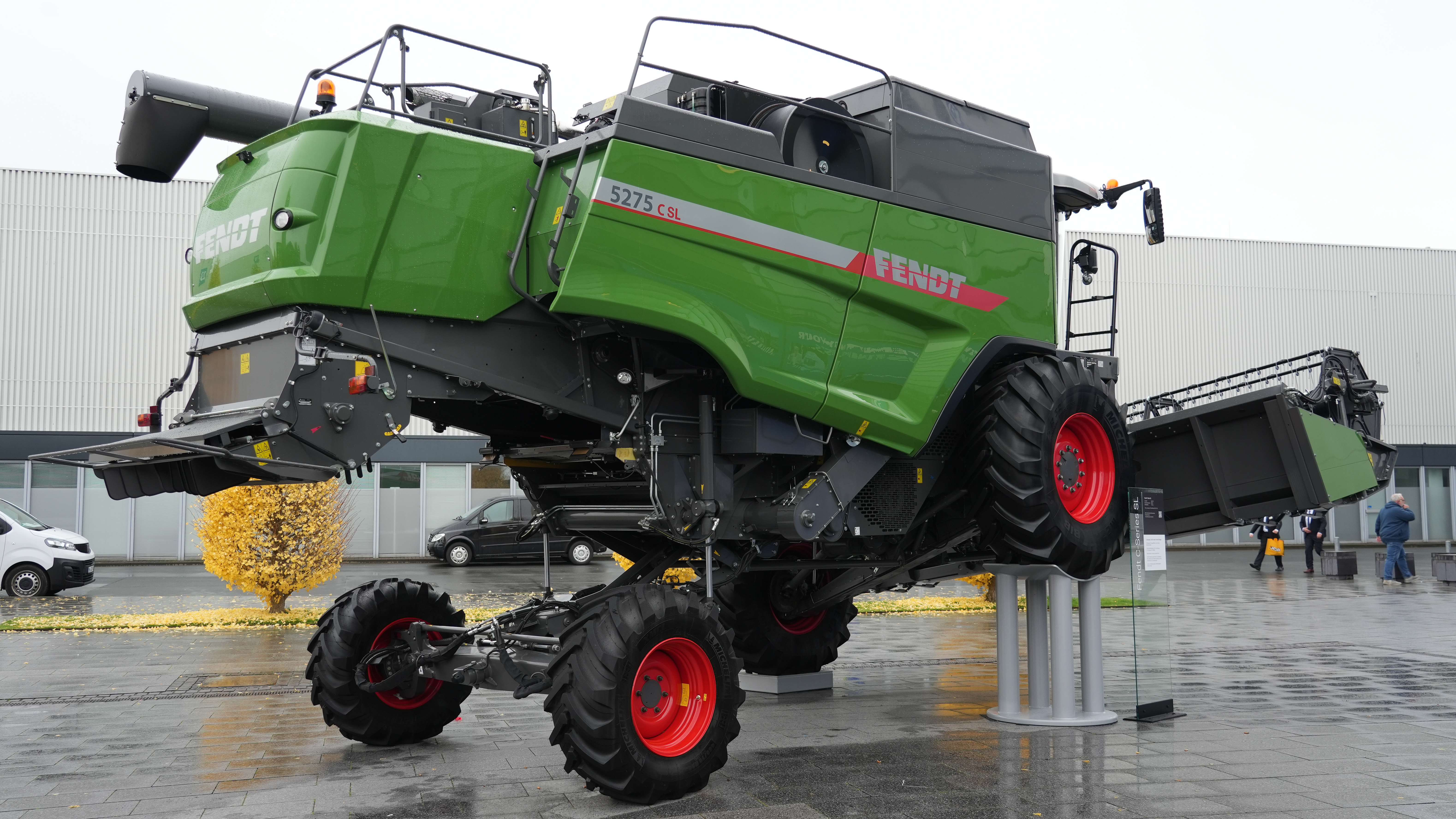
Maaidorser met automatisch nivelleringssysteem in het onderstel

Om een schoon eindresultaat te bereiken, moet de snelheid van de luchtstroom door de zeven goed worden afgesteld. Is de luchtstroom te zwak, dan komen er stukjes stro mee in de zaadopslag; is de stroom te sterk, dan wordt een deel van het zaad uit de maaidorser geblazen. Bij moderne maaidorsers wordt de ventilatorsnelheid automatisch aangepast met behulp van verschillende sensoren. Voor optimale reiniging moet het geoogste gewas bovendien gelijkmatig over de zeven verdeeld zijn. Zelfnivellerende zeven gebruiken sensoren om het gewas gelijkmatig te verdelen, zelfs op heuvelachtig terrein. Op akkers met steile hellingen is een maaidorser met een onderstel voorzien van een automatisch nivelleringssysteem vereist. Dit type onderstel, uitgerust met hydraulische cilinders, zorgt ervoor dat de hele machine — zowel voor- en achterwaarts als zijwaarts — vlak blijft.

### Zaadopslag
De korrels worden via de korrelopvoerband, afgebeeld als nummer 15 in Figuur I, naar de korrelopslagtank getransporteerd. Grote maaidorsers kunnen 10 tot 20 duizend liter zaden opslaan in de korrelopslagtank, die zich meestal bevindt tussen de chauffeurscabine en de dieselmotor, afgebeeld als nummer 19 in Figuur I. De tank fungeert als tijdelijke opslag en biedt de bestuurder de mogelijkheid om het geoogste product visueel te inspecteren. Sensoren waarschuwen de bestuurder wanneer de graantank vol is. Dankzij een losvijzel op de bodem van de tank kan het geoogste product eenvoudig uit de tank gehaald worden. Het graan kan vervolgens in een kipper naast de maaidorser worden gestort. Op dit punt is het gewas geoogst, van het veld afgehaald, en volledig klaar om verder verwerkt te worden.

## Galerij

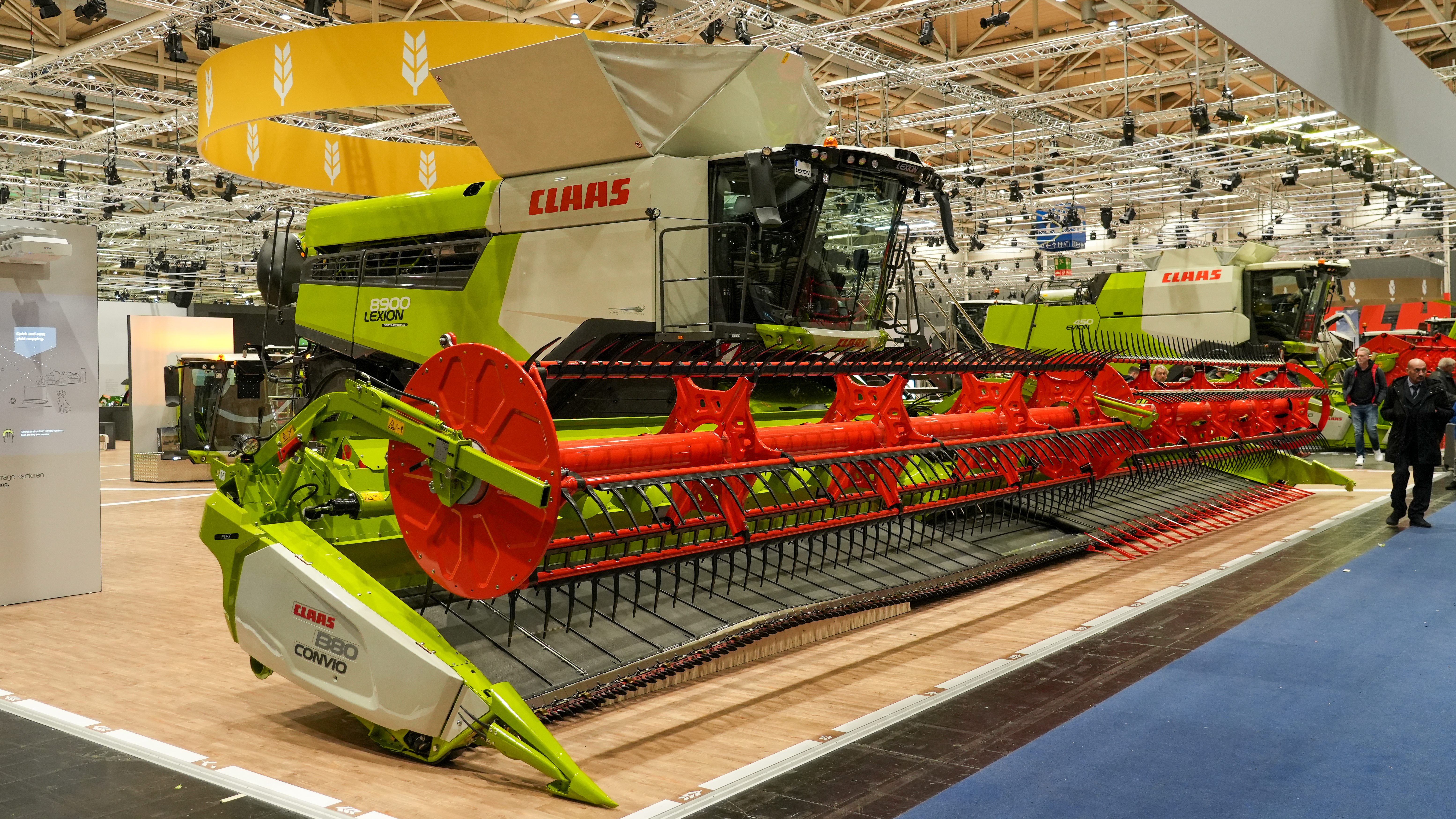
Figuur II: een maaidorser met een graanmaaibord, uitgerust met een transversale en longitudinale – voor het centrale deel van het maaibord – opvoermat
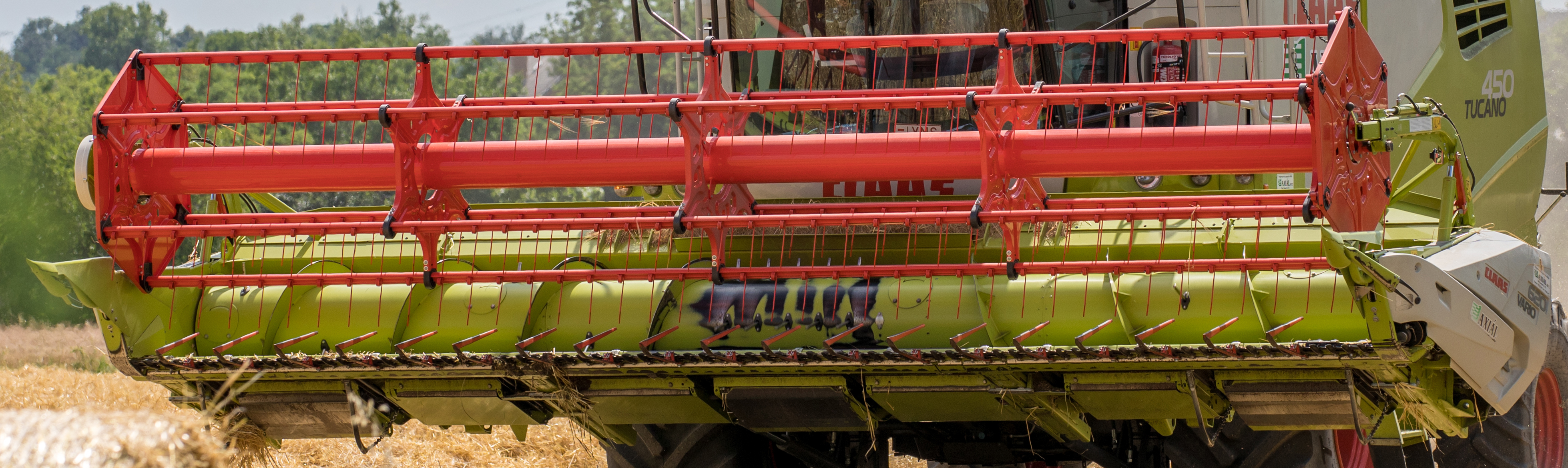
Figuur III: een graanmaaibord met rode arenheffers die gemonteerd zijn op de vingermaaibalk. Duidelijk in beeld is de grote rode haspel die bestaat uit vier delen. Zie ook de grijze intrekbare pennen centraal op de vijzel en de vier tastbeugels onderaan de zijkanten van het maaibord.
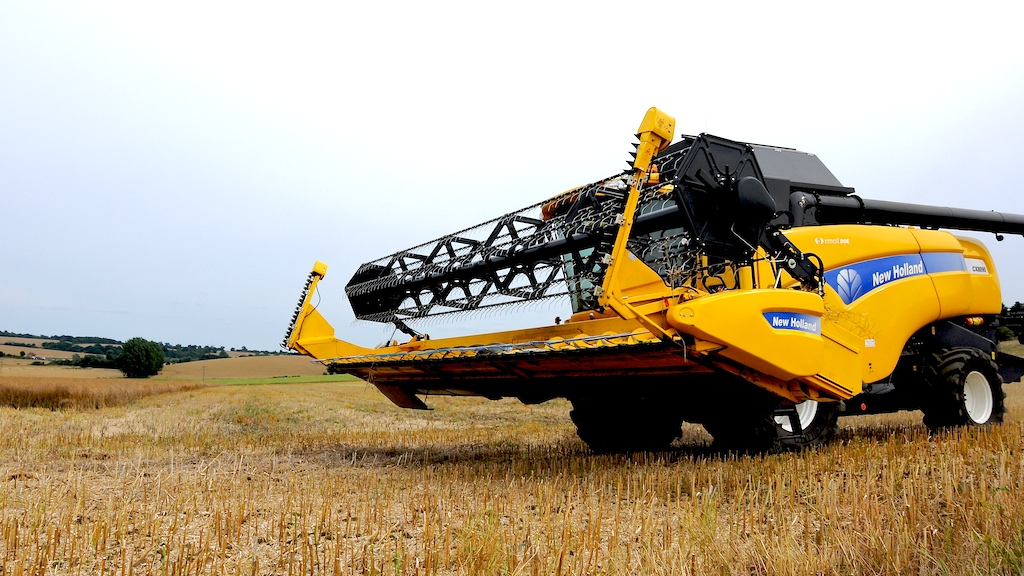
Figuur IV: maaidorser met verticale schaarmessen aan de zijkanten van het graanmaaibord in Glemsford, Verenigd Koninkrijk
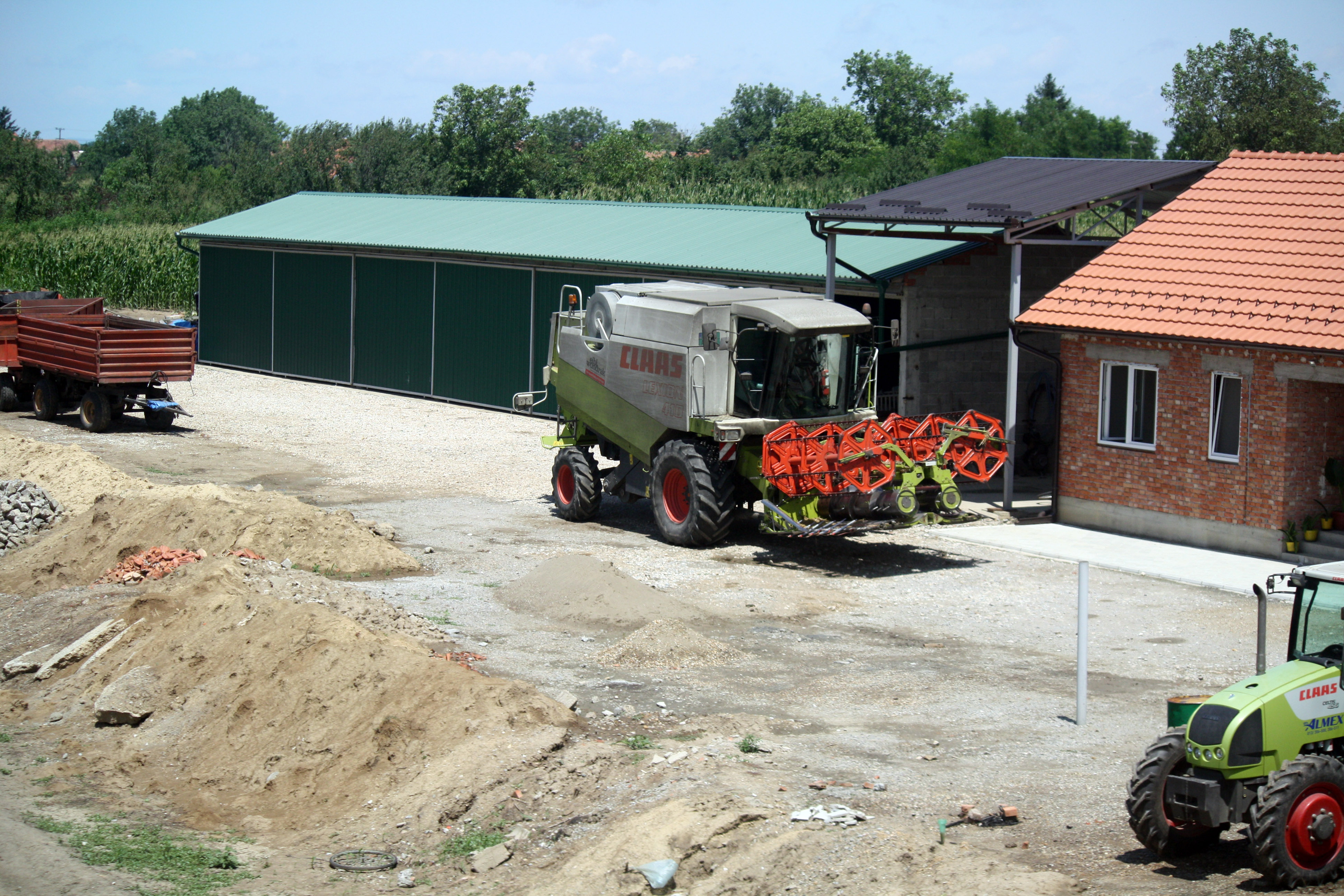
Maaidorser met opklapbaar graanmaaibord in Ruma, Servië
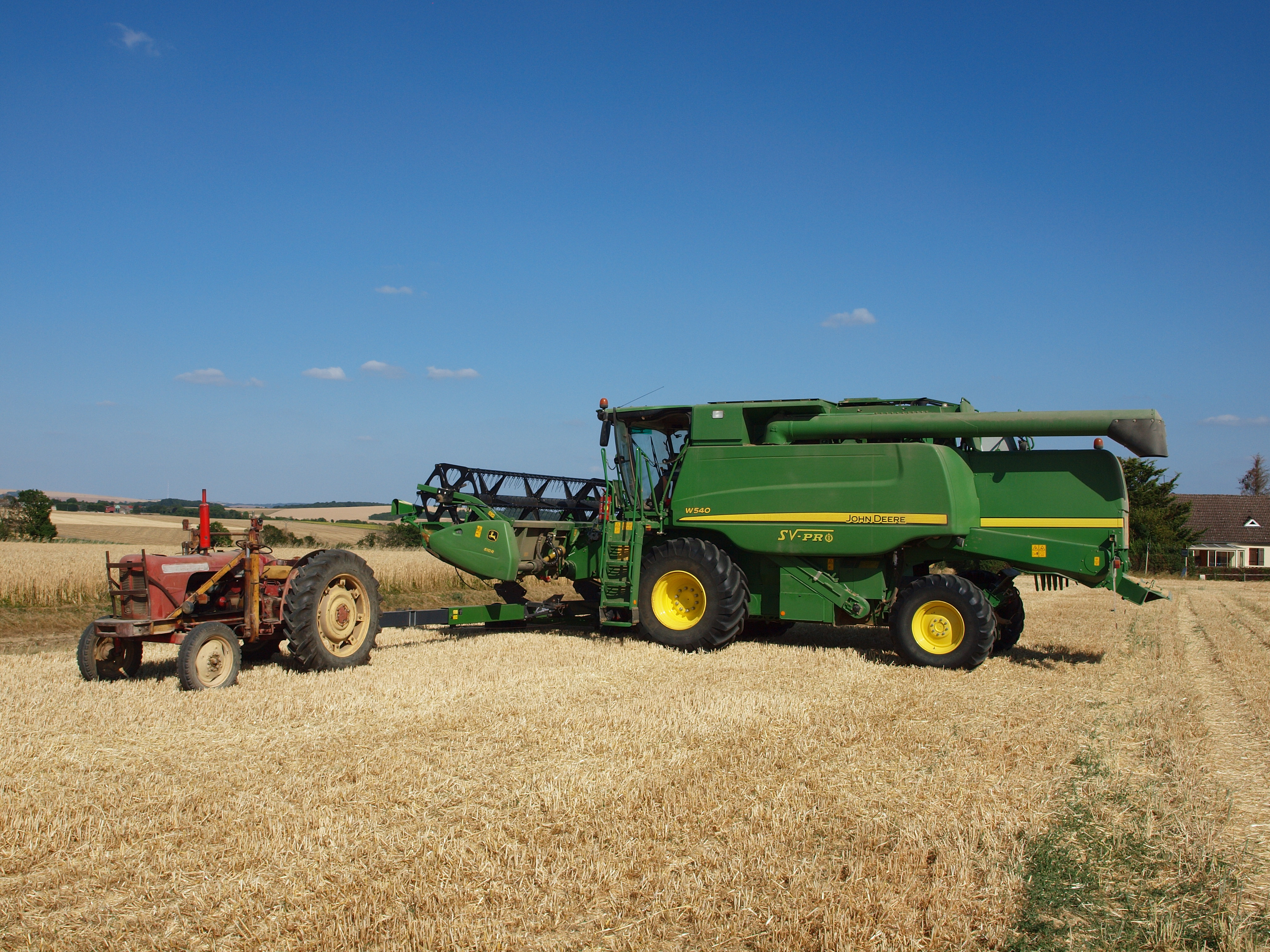
Maaidorser die zijn graanmaaibord op een transportwagen laat zakken in Thury, Frankrijk
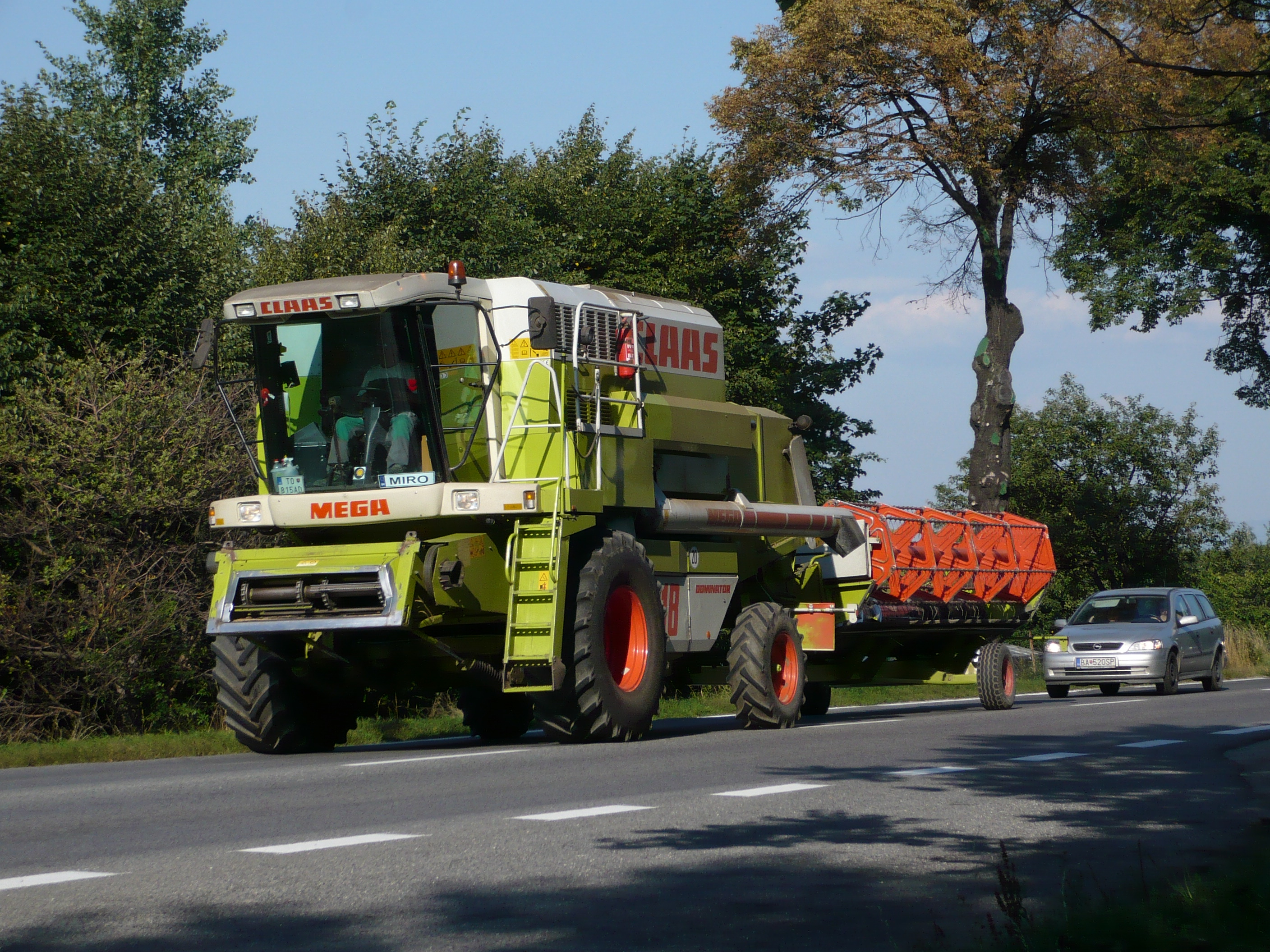
Een maaidorser tijdens het wegtransport. Het graanmaaibord is losgekoppeld van de invoereenheid en verzet op een transportwagen, voortgetrokken door de maaodorser.
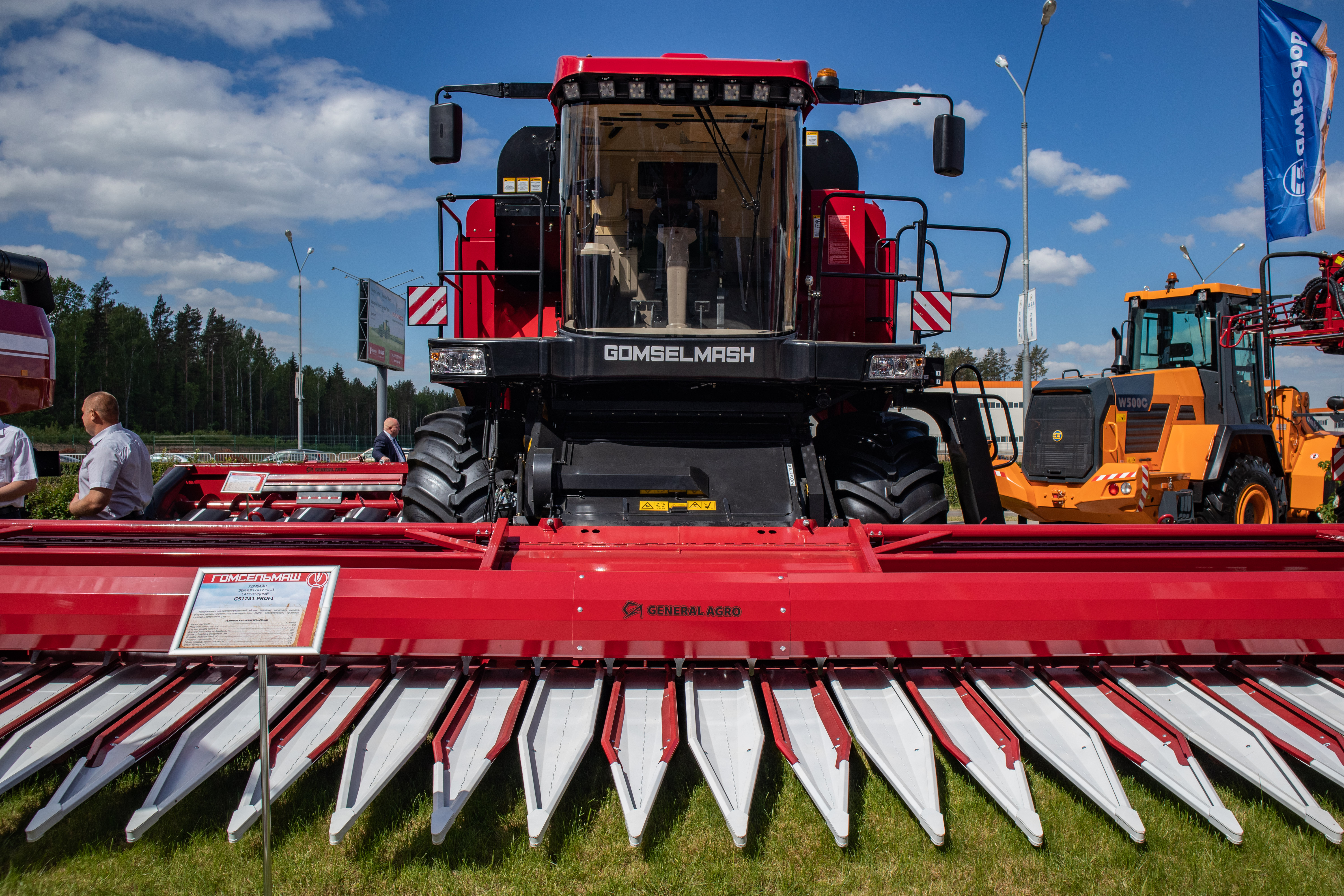
Figuur V: maaidorser met zonnebloemmaaibord
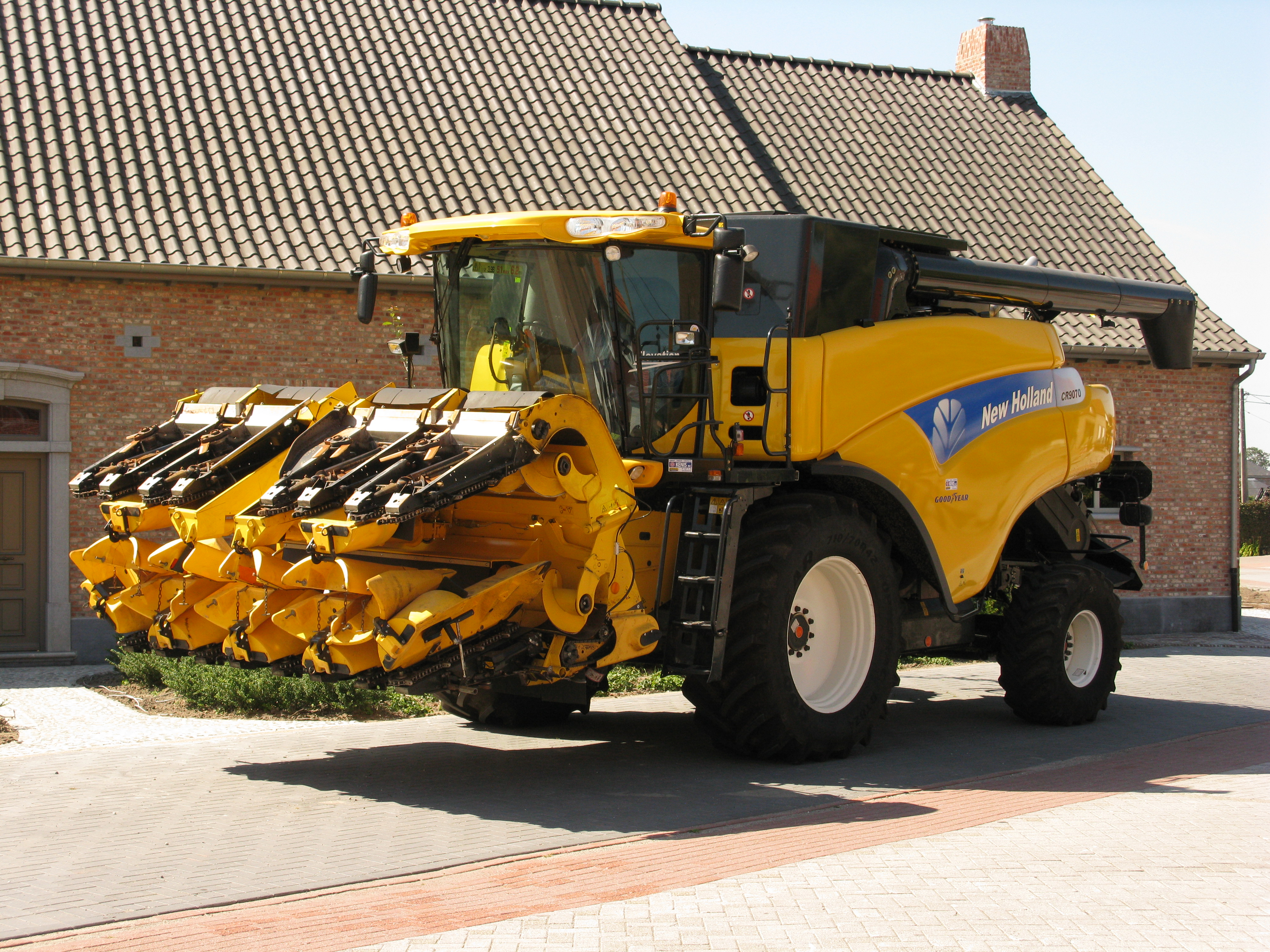
Maaidorser met ingeklapt plukvoorzetstuk
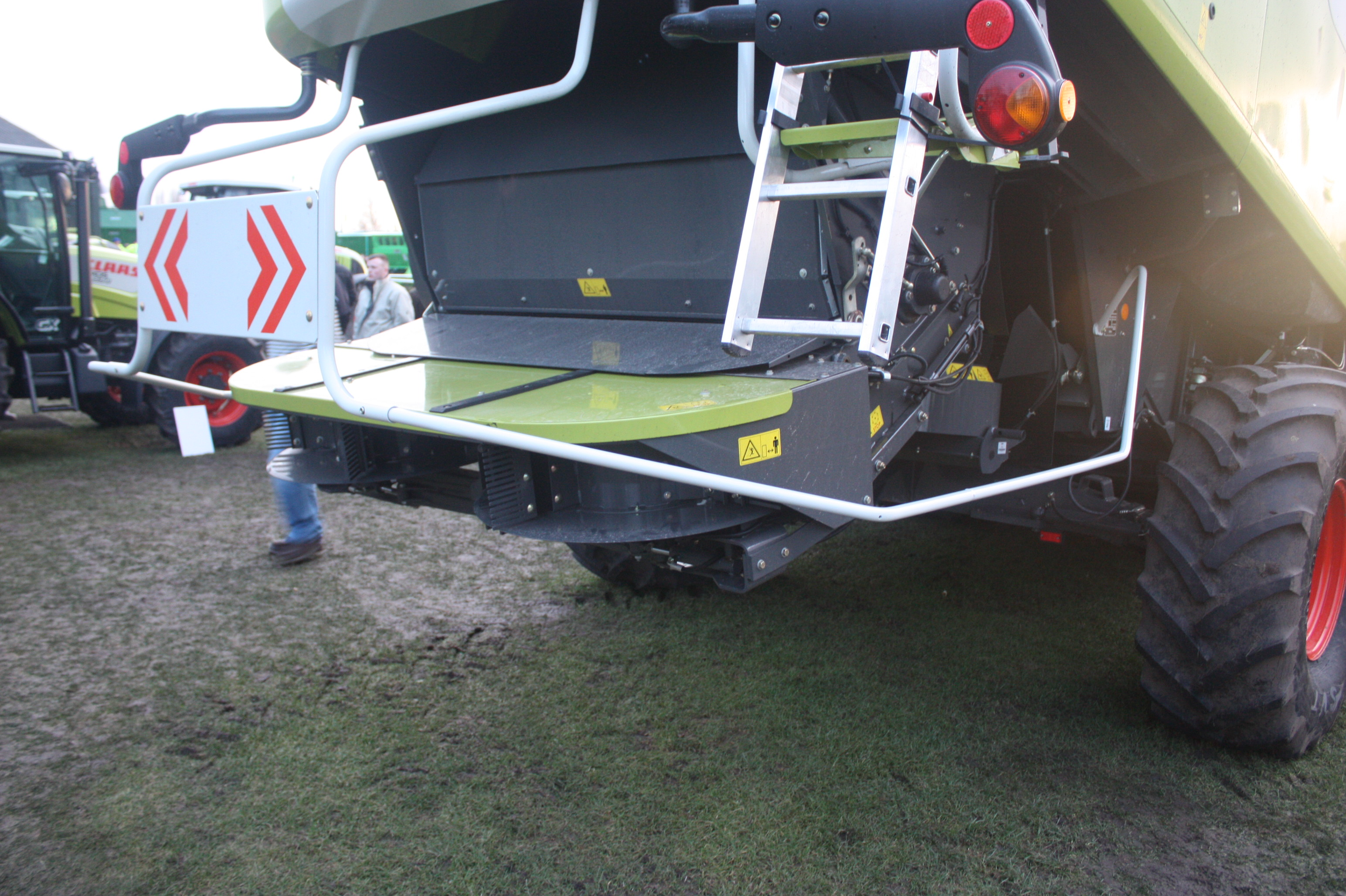
Figuur VI: maaidorser met achter de strohakselaar strooischijven
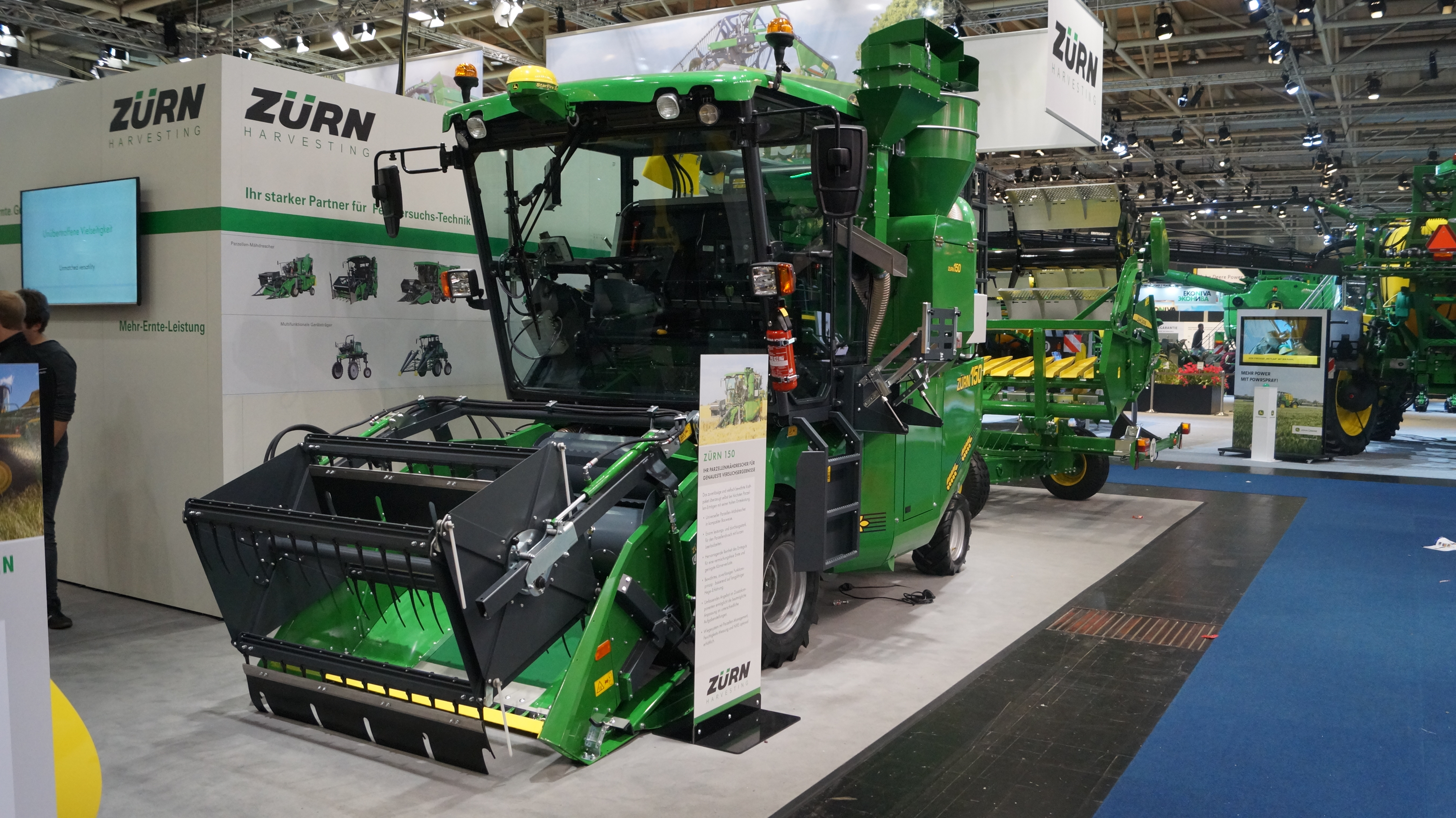
Maaidorsers voor het oogsten van kleine proefpercelen